# ويس دولان
ويس دولان (بالإنجليزية: Wes Dolan)‏ هو مغن مؤلف بريطاني، ولد في 31 أكتوبر 1980 في منسفيلد ‏ في المملكة المتحدة.